# Liste der Monuments historiques in Fretin
Die Liste der Monuments historiques in Fretin führt die Monuments historiques in der französischen Gemeinde Fretin auf.

## Liste der Bauwerke
| Bezeichnung | Beschreibung                  | Standort                | Kennzeichnung | Schutzstatus | Datum | Bild |
| ----------- | ----------------------------- | ----------------------- | ------------- | ------------ | ----- | ---- |
| Schloss     | Erbaut im 17./18. Jahrhundert | Drève du château (Lage) | PA00132800    | Inscrit      | 1994  |      |
| Motte       | Mittelalter                   | Warlet Sud (Lage)       | PA00107536    | Inscrit      | 1978  |      |